# Клаудіо Меруло
Клаудіо Мерлотті (італ. Claudio Merlotti) пізніше латинізоване як Merulus, від якого зворотно італізоване Меруло (італ. Merulo), також Клаудіо да Корреджо (італ. Claudio da Correggio) (8 квітня 1533 (хрещення), Корреджо — 4 травня 1604, Парма) — італійський композитор пізнього Відродження, представник Венеціанської школи, органіст, нотний видавець.

## Біографія

### Юність
Клаудіо Меруло народився у Корреджо у брешіянки Джованни Ґові та Антоніо Мерлотті та, як випливає з записів у метричних книгах Колегіальної церкви св. Квіріно, був охрещений 8 квітня 1533 року. Можливо, разом з ним охрестили й його брата-близнюка, оскільки у акті хрещення вказані імена «Claudius et Quirinus», але подальших інформацій про нього не збереглось.
Родина Мерлотті мала певну економічну та громадську вагу. Їх Будинок розташовувався у кварталі старого міста неподалік від будинку художника Антоніо да Корреджо і мав вихід з довгим портиком. На фамільній могилі родини Марлотті у церкві с. Франческо у Корреджо зберігся герб родини Мерлотті. На ньому зображено гору, що складається з трьох скель, на шпилі однієї із них підноситься дерево, на якому сидить чорний дрізд. Цей герб можна й сьогодні побачити на могильному пам'ятникові композитора у Пармському Соборі. «Чорний дрізд» (Turdus merula) італійською — merlo, а merlotto — молодий дрізд; merlotti (множина) — молоді дрозди. Клаудіо, через юнацьку примху, подобалось латинізувати назву фамільного птаха і вимагати звати себе Merulus, від чого й пішло італійське Merulo, ім'я, яке композитор носив все життя і з яким увійшов в історію музики.
Про його музичну освіту нічого не відомо, але формування музичної бази Меруло джерела, як правило, ставлять на карб настоятелю Колегіальної церкви св. Квіріно у Корреджо Джіроламо Донаті та мадригалісту Туттовале Менону (Tugdual Menon). Певну роль у музичному вихованні Клаудіо міг відігравати його старший брат Бартоломео (1517—1581), штатний органіст церкви св. Квіріно(призначення було оформлене лише за рік до смерті), але документів, які б обґрунтували таке припущення, надто мало. Корреджійський біограф Ернесто Сетті у своєму неопублікованому манускрипті, який зберігається в історичному архіві міста Корреджо, з помітною напругою фантазії припускає, що Меруло був учнем Ораціо Веккі, відомого насамперед як автора «Amfiparnaso», що був каноником, а з 1586 до 1591 року архідияконом церкви св. Квіріно .
Останні дослідження виявили, що з 1555 року Клаудіо відвідував вітальню дому Дзентані у Венеції, місце зустрічі багатьох художників та акторів, де й зав'язалися його контакти з венеційською знаттю, які передували призначенню у Бреші.
Зокрема, збереглося свідчення, що 27 листопада 1555 року венеціанський аристократ Антоніо Дзантані приймав у своєму палаці найкращих венеційських музикантів, серед яких були Джіроламо Парабоско, Аннібале Падовано, Бальдассаре Донато, Періссоне Камбйо (усі працювали у Базиліці Сан Марко. Пізніше, за свідченням Ораціо Тосканелли, Меруло також увійшов до цього кола.

### Період у Брешії
Вперше ім'я Меруло з'являється у Брешії у вересні 1556 року, коли його було призначено органістом Дуомо Веккйо замість померлого Вінченцо Парабоско, батька Джіроламо. За договором, укладеним 21 жовтня йому було призначене жалування у 200 лір, сума більша порівняно з його попередником, що свідчить про те, що його підготовка як інструменталіста вже вважалася відмінною.
Однак п'ятирічний контракт у Брешії діяв лише дев'ять місяців, протягом яких, за свідченням Костанцо Антеньяті , він мав за учня Фйоренцо Маскера, органіста у Санто Спіріто у Венеції, а пізніше наступника Меруло у Соборі Брешії.
Слід зауважити, що переїзду Меруло до Брешії, музичного центру першого ряду, влаштуванню там на роботу та місцевим зв'язкам могло посприяти брешіянське походження його матері.

### У Венеції
Ще до закінчення першого року праці у Брешії, 2 липня 1557 року, Меруло легко виграв конкурс на посаду органіста Сан Марко у Венеції, одне з найпрестижніших у той час, заступивши померлого 21 квітня Джіроламо Парабоско. До виконання обов'язків приступив не раніше 1 Серпня, платня становила 80 дукатів, а з 1563 року зросла до 100. Його колегою за першим органом був Аннібале Падовано.
У Сан Марко Меруло виявив свою компетенцію щодо органів, порадивши додати до довіреного йому інструмента ряд флейт в октаву.
Відомість Меруло як органіста та композитора зростала, можливо й через його обертання в музичних та літературних колах. Джозеффо Царліно у Dimostrationi harmoniche (Венеція 1571), представляє його участь в освіченому діалозі з проблем теорії музики, що відбувся у 1562 році разом з Адріаном Віллартом та Франческо Далла Віола.
У 1559 році в антології вийшов друком його перший мадригал, а у 1564 році він, разом з Віллартом, Чіпріано де Роре, Аннібале Падовано, Адріано Ґабріелі та Жаком де Вертом, взяв участь в музичному інтонуванні поезій Антоніо Моліно (більше відомого під псевдонімом Манолі Блессі).
У 1565 році Меруло, разом з іншими фундаторами, заснував музичну типографію, що випустила близько сорока назв протягом першого п'ятиріччя, з особливою активністю в перші два з половиною роки. Перша самостійна публікація Меруло стала самовиданням (Мадригали на 5).
1 жовтня він був призначений на посаду першого органіста, на місце Аннібале Падовано, який зненацька залишив Венецію; на другій орган піднявся Андреа Ґабріелі, і вони вдвох створили надзвичайно зіграний і згуртований, славетний органний дует, що проіснував вісімнадцять років і постійно притягував до себе цікавість спеціалістів.
З 1571 до 1575 року між ним та старшим братом Бартоломео точився спір щодо батьківської спадщини.
У 1574 році у присутності Генріха Валуа, що був проїздом у найяснішій, прямуючи прийняти корону Франції, була представлена «Трагедія» Корнеліо Франджіпані, що, відповідно до джерел, почасти музикувалася Меруло (музика втрачена).
Роль Меруло у венеційському культурному житті була першорядною, і його ім'я не випадково з'являється серед послів республіки на одруженні Франческо де Медічі з венеційкою Б'янкою Каппелло.
Майже певною є його присутність у Феррарі між 1576 та 1580 роками, де він увійшов у контакти з мадригалістськими та культурними аріостичними колами.
У 1583 році після років страждань, вмерла його дружина, але за кілька місяців він знову одружився.

### Пармський двір

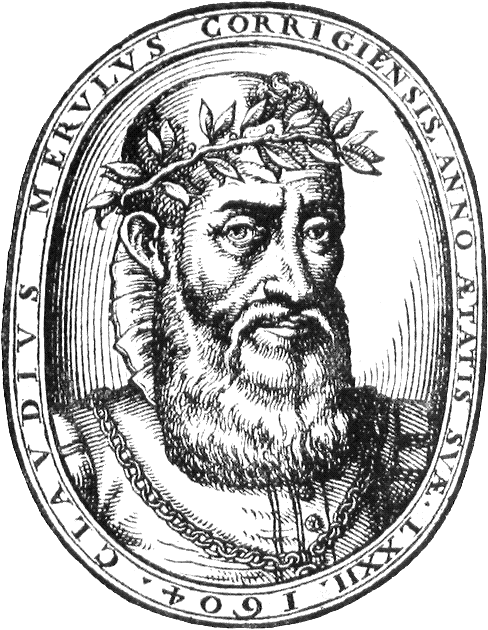
Claudiu Merulus corrigiensis, anno aetatis suae LXXII — 1604 тобто Claudio Merulo di Correggio, у 1604, у 71 рік

У жовтні 1584 році Меруло залишив венеційську посаду, а в грудні отримав свою першу платню при дворі [[Оттавіо Фарнезе]у ] герцогстві Парми. Біографи Меруло XIX сторіччя припускають, що покинувши Венецію, композитор переїхав до Мантуї, але не існує жодних доказів, що він працював на герцогів Ґонзага, хоча в часи його служіння у Венеції й відбулося листування з Ґульєльмо Ґонзага щодо консультації з органознавства.
Клаудіо Меруло залишився у Пармі до кінця свого життя. Заступивши на службу при дворі як клавесиніст, з 1587 року почав працювати у Пармському Соборі, а з 1591 року — у базиліці Санта Марія делла Стекката; тут він наполіг на деяких суттєвих змінах в орг'ані Антеньяті, щоб краще пристосувати його до виконання власних творів.
Йому приписується конструювання маленького портативного органа, що зараз знаходиться у Пармській консерваторії, однак цей інструмент у подальшому зазнав серйозних перероблень і лише у незначній частині належить руці композитора.
Протягом пармського періоду він багато подорожував між Венецією, Падуєю та Римом, де друкував свої пізні твори, серед яких прекрасні клавірні Токати.
25 квітня 1604 року Клаудіо Меруло спіткала важка хвороба, що стала преамбулою до його смерті, яка настала 4 травня. Він помер у віці 71 року певно від вісцеральної інфекції. За свідченням Джіроламо Борс'єрі причиною смерті було випадкове отруєння під час алхімічного експерименту (інтерес до алхімії у нього виявлявся ще у Венеції).

## Музика
Меруло працював у різноманітних музичних жанрах: мадригал, канцонета, клавірна та театральна музика. Останні дослідження схиляються до бачення в його постаті гуманіста від музики, який цілковито усвідомлював свою роль в історичному моменті та відповідальність особистості за залишення знаків своєї присутності у світі.
Хоча його ім'я передусім пов'язане з орг'аном, не слід недооцінювати іншу його світську та сакральну вокальну музику, передусім мадригали, до яких привертає увагу їх психологічна виразність, і меси та мотети, що ними він намагався здобути собі замовників особливо серед численних венеційських церков, які потребували специфічних текстів для музикування літургії.
Меруло можна вважати основним провідником венеційської поліхоральності до Емілії; одразу після прибуття до Парми він став запроваджувати там відповідні венеційським звичаям та уважні до звукових особливостей інтер'єру поліхоральні експерименти венеціанської школи.
Однак більшою частиною своєї слави він все ж таки завдячує клавірній музиці. Відомий ще серед своїх сучасників оновленням старовинної форми токати, у якій запровадив контрапунктові відділи, що випереджало класичну сонату. Його 19 токат являють собою віртуозні композиції, з розробленою фактурою, чергуванням імітаційної та акордової гомофонової технік, з широким використанням варіацій як основного принципу тематичного розвитку. Також особливу цікавість привертають до себе 8 ричеркарів, 20 канцон та три органні меси. Меруло — один з найдавніших композиторів, від яких залишились повні органні меси, а також він згадується серед найвидатніших творців ричеркару. Його творчість мала вплив на Джіроламо Фрескобальді.
Меруло у свій час користувався повагою за gravitas своїх композицій, шляхетність постави за інструментом, клас та виразність музики, що примусило Джіроламо Діруту обрати його за взірець для трактату Il Transilvano і присвятити йому цю славетну працю. Вважається, що ці два музиканти (Меруло та Дірута) зробили важливий внесок у музику: вони започаткували той стиль і ту техніку, які, пересунувшись на північ Європи та розвинувшись у наступних генераціях, досягли кульнінації у працях Яна Свелінка, Дітріха Букстегуде, і нарешті Йоганна Себастьяна Баха.

## Твори

### Вокальна музика
- Madrigali a 5 libro I (1566) e II (1604)
- Madrigali a 4 (1579)
- Madrigali a 3 (1580)
- Mottetti a 6 libro I (1583), II (1593) e III (1605, посмертно)
- Sacrae Cantiones (1578)
- Mottetti a 4 (1584)
- Sacri Concentus (1594)
- Messe a 5 (1573)

### Інструментальна музика
- Ricercari d'intavolatura d'organo (1567)
- Ricercari da cantare libro I (1574), II (1607, посмертно) та III (1608, посмертно)
- Canzoni d'intavolatura d'organo alla francese libro I (1594), II (1606, postumo) e III (1611, посмертно)
- Toccate per organo libro I (1598) e II (1604)

Крім того в друкованих антологіях містяться інші численні твори Меруло, мадригали та мотети, не об'єднані у персональні друковані праці.
Деякі інші інструментальні композиції та деякі вокальні знаходяться в манускриптах (не автографах), Верона, Турин.